# Reșnivka, Zbaraj
Reșnivka (în ucraineană Решнівка) este un sat în comuna Șîmkivți din raionul Zbaraj, regiunea Ternopil, Ucraina.

## Demografie
Componența lingvistică a localității Reșnivka
     Ucraineană (100%)
Conform recensământului din 2001, toată populația localității Reșnivka era vorbitoare de ucraineană (100%).